# 줄러 (도시)

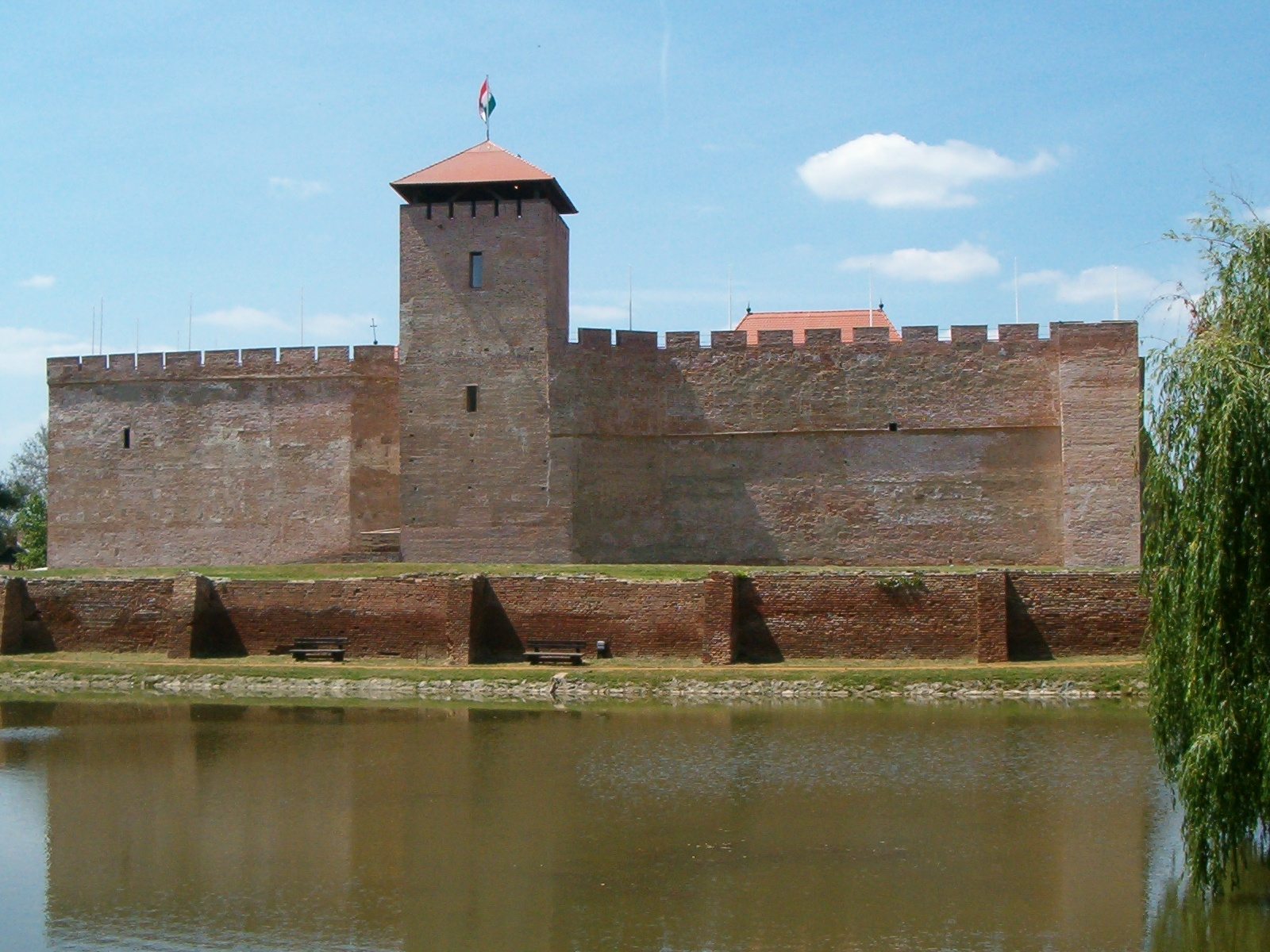
줄러 성

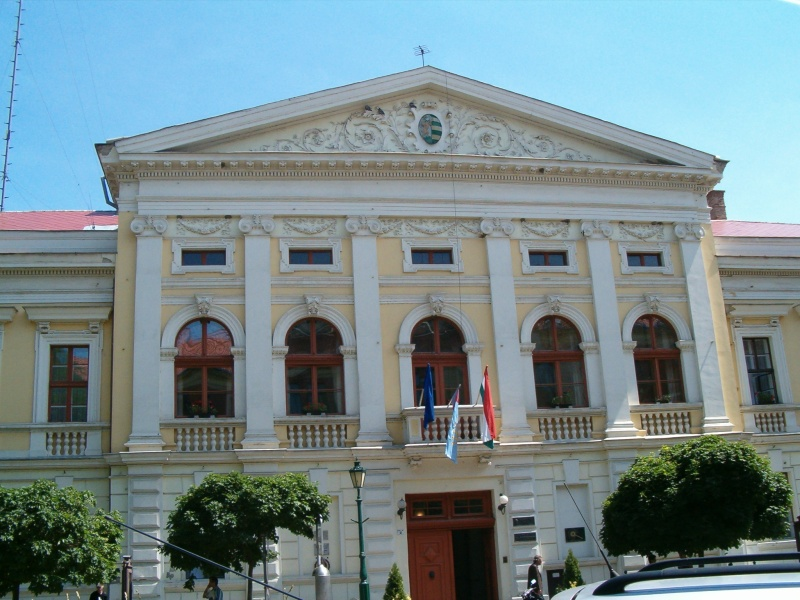
줄러 시청

줄러(헝가리어: Gyula)는 헝가리 남동부 베케시 주에 위치한 도시로, 면적은 255.8km2, 인구는 32,055명(2009년 기준), 인구 밀도는 125.16명/km2이다. 루마니아 국경과 가까운 지점에 위치한다.

## 같이 보기
- 줄러 교구